# Chaetopsylla appropinquans
Chaetopsylla appropinquans är en loppart som först beskrevs av Wagner 1930.  Chaetopsylla appropinquans ingår i släktet Chaetopsylla och familjen grävlingloppor. Inga underarter finns listade i Catalogue of Life.